# Pohádka o nalezeném štěstí
Pohádka o nalezeném štěstí je balet („fantastická baletní báchorka“) o třech jednáních a sedmi obrazech českého skladatele Karla Kovařovice na libreto baletního mistra Augustina Bergera. Poprvé byl proveden 8. dubna 1889 v pražském Národním divadle.

## Vznik a historie
Baletní pantomima Pohádka o nalezeném štěstí vznikla zejména z iniciativy baletního mistra Národního divadla Augustina Bergra (1861–1945). Ten napsal již dříve libreto k dvouaktovému baletu Štědrovečerní sen (1886), k němuž hudbu složil druhý kapelník Národního divadla Mořic Anger a který získal velký úspěch. Pohádka o nalezeném štěstí byla koncipována jako ambicióznější, celovečerní dílo. Látkou se podobá Štědrovečernímu snu, je zde táž kombinace sentimentálního realistického rámce ze života chudé rodiny a fantastických pohádkových obrazů. I Pohádka o nalezeném štěstí je zaměřena na dětského diváka, má mravokárnou tendenci, hlavní role je dětská a vystupují další dětské postavy. Pantomimické části – hrané činoherci – jsou kombinovány s baletními.
Hudbu k baletu napsal Karel Kovařovic, který v průběhu 80. let 19. století s Národním divadlem úzce spolupracoval a vedle dvou oper (Ženichové a Cesta oknem) pro ně napsal řadu scénických hudeb včetně tanců i první český balet Hašiš (1884). Podle kritiky partitura povstala v několika dnech.

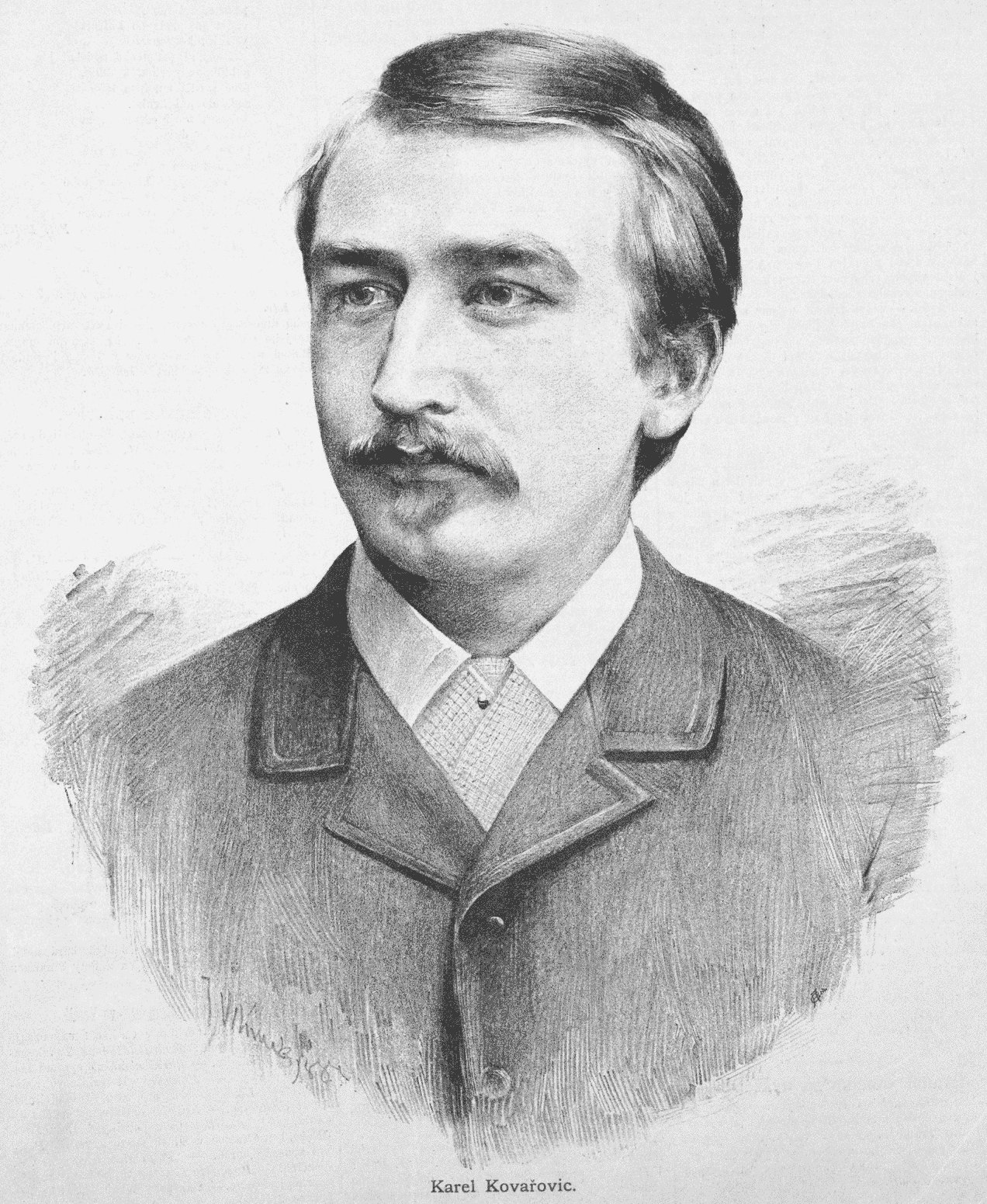
Skladatel Karel Kovařovic, rytina Jana Vilímka.

Do posledního obrazu Pohádky o nalezeném štěstí – poněkud násilně k nesouvisejícímu ději baletu – autoři zařadili rozsáhlou národopisnou scénu Královničky. Oba tvůrci jeli předem zhlédnout tento autentický lidový obřad do Olomouce a ve svém baletu jej představili pražskému obecenstvu ve vlastní hudební a taneční stylizaci. Jednalo se o první projev Bergerova zájmu o folklórní tanec, který později zúročil v baletech Leoše Janáčka Rákoš Rákoczy a Karla Bendla Česká svatba.
Balet byl vypraven velmi nákladně a bylo do něj zapojeno mnoho účinkujících, vedle baletního sboru i školy také ženský sbor opery, jakož i řada činoherců a statistů – slovy Národních listů Berger „mobilisoval kde jaké v okrsku divadla secvičenější nohy“. Kritika komentovala naivní, poněkud neobratný a mravoučný děj s ironií, ale uznávala dílo jako „imposantní“ a choreografii některých baletních čísel jako „dosti originelní“ a vtipnou. Také Kovařovicova hudba byla oceněna jako „svěží, živá, obratně koncipovaná a lahodná“, překypující dobrou náladou, její nenáročnost a „průhlednost“ faktury nebyla v žánru baletu považována za chybu. Jednoznačného ocenění získala po taneční i hudební scéna Královniček: „Je vskutku roztomilá podívaná na tuto originelní scénu, tancem i zpěvem tak čistě z invence lidu vzniklou.“ Přesto Pohádka o nalezeném štěstí nedosáhla u obecenstva takové odezvy jako Štědrovečerní sen: v průběhu dubna a května 1889 dosáhl osmi představení a pak natrvalo zmizel z českého jeviště.
Augustin Berger ji později inscenoval ještě v drážďanské dvorní opeře, kde působil jako baletní mistr v letech 1900-1910. Tato inscenace v sezóně 1904/05 pod názvem Die Großmutter erzählt (Babička vypravuje) byla i poslední inscenací tohoto baletu.

## Osoby a první obsazení
| osoba                                                         | premiéra (6. 4. 1889)       |
| ------------------------------------------------------------- | --------------------------- |
| Vdova po chudém tkalci                                        | Jindřiška Slavinská         |
| Boženka, její dcera                                           | Bucková                     |
| Jeníček, její syn                                             | Kroupa                      |
| Jejich sousedka                                               | Adéla Volfová               |
| Stařeček                                                      | Pravoslav Řada              |
| Skřítek, dobrý duch                                           | Červená                     |
| Královna skřítků                                              | Marie Mráčková              |
| Král Břichopásek XIX.                                         | František Ferdinand Šamberk |
| Králův šašek                                                  | Jindřich Mošna              |
| Dvorní kuchař                                                 | Antonín Chlumský            |
| První kuchař                                                  | Alfréd Karbus               |
| Druhý kuchař                                                  | Josef Karásek               |
| Třetí kuchař                                                  | Josef Loos                  |
| Čtvrtý kuchař                                                 | Karel Pešek                 |
| Dvorní maršálek                                               | Edmund Chvalovský           |
| Dvořan                                                        | Josef Seifert               |
| Herold                                                        | František Morda             |
| Ceremoniář                                                    | Karel Pulc                  |
| Venkovanka                                                    | Anežka Hrdličková           |
| Venkovan                                                      | František Horník            |
| Víly, lovci, dámy, kuchtíci, pážata, skřítci, sedláci a selky |                             |
| Dirigent:                                                     | Augustin Vyskočil           |
| Choreografie:                                                 | Augustin Berger             |
| Režie:                                                        | Edmund Chvalovský           |
| Výprava:                                                      | Robert Holzer               |
| Kostýmy:                                                      | František Kolář             |

## Děj baletu
Živý obraz – síň chalupy s krbem. Babička přede a při tom vypráví dětem pohádku.

### 1. jednání

#### 1. obraz
V chudé chaloupce v horách žije vdova po tkalci se dvěma dětmi, Boženkou a nemluvnětem Jeníčkem. Se sousedkou, která je právě na návštěvě, vdova naříká na hlad a bídu.
Do světnice vstoupí starý poutník a prosí o něco do úst. Vdova se zdráhá, ale děvčátku se za pocestného přimluví, a tak mu tkalcová nabídne půlku posledního krajíce chleba. Stařeček vypráví o tom, že se vrací z daleké ciziny, kde byl navštívit hrob svých synů padlých ve válce. Viděl tam nádheru a blahobyt: nejen dospělí, ale i děti tam mohou prací vydělat na služné živobytí.
Pocestný a sousedka odejdou, zmožená tkalcová usne u kolébky. Ale na Boženku starcovo vyprávění mocně zapůsobilo. Potichu, aby matku neprobudila, si svazuje svůj uzlíček a vydává se do ciziny, aby vydělala dost peněz pro maminku a bratříčka.

#### 2. obraz
Boženka zabloudila v pusté krajině mezi skalami. Zjeví se jí horský skřítek a ptá se jí, kde se tu ocitla. Boženka mu vypráví, proč opustila domov a co ji sem přivedlo, a skřítek jí slibuje pomoci. Zaklepe na skálu, která se rozestoupí, a oba vstupují dovnitř.

#### 3. obraz
Síň v paláci dobré víly, královny skřítků. Skřítek jí představuje Boženku a přimlouvá se za ni. Víla děvče podrobí zkoušce: nechá dítěti přinést zlatý vějíř a železnou lžíci a vyzve ji, aby si z nich vybrala. Skromná a pracovitá Boženka volí lžíci. Víla je s její volbou spokojena, Zahajuje hostinu všech skalních bytostí na Boženčinu poctu a dává skřítkovi za úkol, aby děvčátko na další cestě provázel a chránil.

### 2. jednání

#### 4. obraz
Skřítek dovedl Boženku na paseku v lese. Připomíná děvčeti, že její železná lžíce má kouzelnou moc, a na chvíli ji opouští. Troubení lovců ohlašuje příchod královy lovecké výpravy. Král je s úlovky spokojen a pověřuje dvorního kuchaře a jeho pomocníky, aby na místě připravili hody. Zatímco pánové a dámy z králova průvodu tančí, Boženka prosí kuchaře, aby ji vzal do služby. Ten se jí nejprve vysmívá, pak ji ale přece jen do své kuchyně přijme. To už kuchtíci přinášejí hotová jídla na stůl. Král i jeho věrný společník šašek si je pochvalují a dobře naladěný král vyhlašuje velký kuchařský turnaj, na který zve kuchaře z celého svého království. Tomu, kdo upeče nejchutnější paštiku, se dostane královské odměny.

#### 5. obraz
Ve slavnostním průvodu přicházejí kuchaři předvést své paštiky. Král i šašek ochutnávají jednu po druhé, ale žádná z nich není podle jejich vkusu. Král je výsledky zklamán: kuchařskému umění v jeho království jakoby navždy odzvonilo, nikdo neumí připravit takovou paštiku, aby se rozplývala na jazyku.
Tu vchází herold a oznamuje ještě jednoho účastníka turnaje. Lokajové přinášejí velkou paštiku ve tvaru královské koruny. Král i šašek ochutnávají a svorně ji prohlašují za vrchol kuchařství a jednoznačnou vítězkou. Jaké překvapení, když se ukáže, že ji uvařila malá Boženka pomocí své kouzelné lžíce. Odměna – měšec s tisícem dukátů – náleží jí

### 3. jednání

#### 6. obraz
Boženka se pomalu vrací domů, Je unavena a ulehá do trávy. Tu se objeví její strážný skřítek. Tančí kolem ní a s ním celý houf jeho přítelíčků. Boženka je prosí, aby ji odvedli nejkratší cestou zpátky k mamince. Tančící skřítci se s děvčátkem vydávají na cestu.

#### 7. obraz
Na návsi podhorské vesnice začíná pouť. Kejklíři a komedianti předvádějí své umění, ale vesničané, jen co zazní zvon, spěchají do kostela. Přitom podarovávají žebráky tísnící se u schodů do chrámu, mezi nimiž se nacházejí i tkalcová s Jeníčkem.
Některé venkovanky ji však vyvlekou na náves a obviňují z Boženčiny vraždy. Marně tkalcová hořekuje a brání se nespravedlivému obvinění. Jiné vesničanky mezitím před kostelem tančí a zpívají „královničky“.
Tu se vrací Boženka, běží za svou maminkou a vrhá se jí do náruče. Ukazuje jí, co ze světa přinesla. S tolika dukáty je pro celou rodinu po nouzi a hladu veta.